# Vuelo 214 de Asiana Airlines
El vuelo 214 de Asiana Airlines del sábado 6 de julio de 2013 entre el Aeropuerto Internacional de Incheon, cerca de Seúl, Corea del Sur, a San Francisco, Estados Unidos, sufrió un accidente durante su aterrizaje en el Aeropuerto Internacional de San Francisco, a las 11:28 a. m. (tiempo del Pacífico). El avión siniestrado era un Boeing 777 de la aerolínea coreana Asiana Airlines.
La agencia de noticias surcoreana Yonhap señaló poco después del accidente que el vuelo llevaba 292 pasajeros y 16 tripulantes, y en un primer momento no hubo reportes acerca de víctimas mortales, mientras que Rachael Kagan, portavoz del San Francisco General Hospital, indicó que había diez heridos graves. Más tarde se confirmó la muerte de dos pasajeros en el lugar del accidente, mientras que otro falleció días más tarde en un hospital.
Portavoces de la Administración Federal de Aviación (FAA) precisaron horas después del accidente que la aeronave llegó a aterrizar pero inmediatamente se estrelló e incendió.

## Aeronave

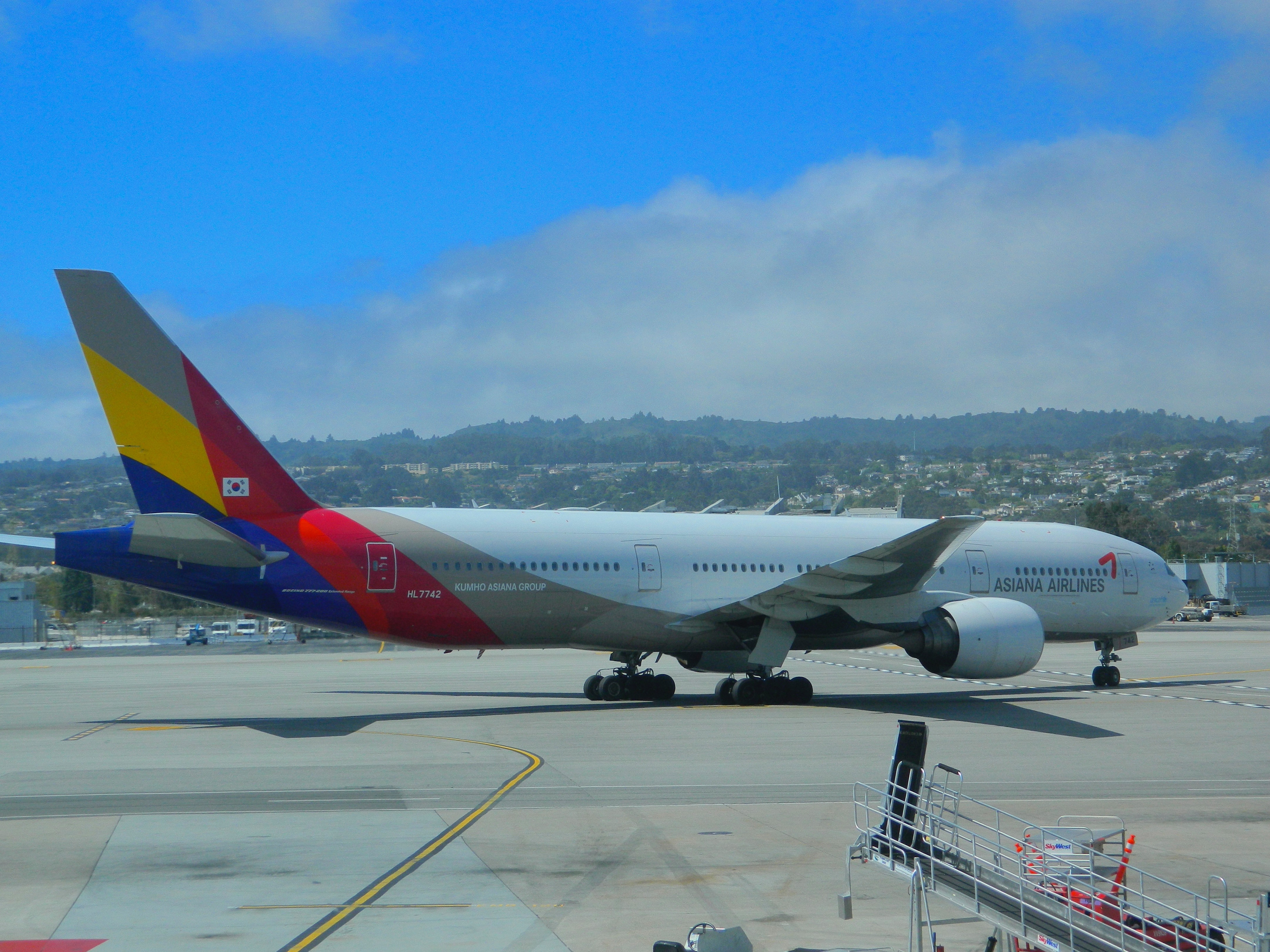
HL7742, el avión involucrado en el accidente, fotografiado en el Aeropuerto Internacional de San Francisco, el 25 de mayo de 2013; menos de dos meses antes del accidente.

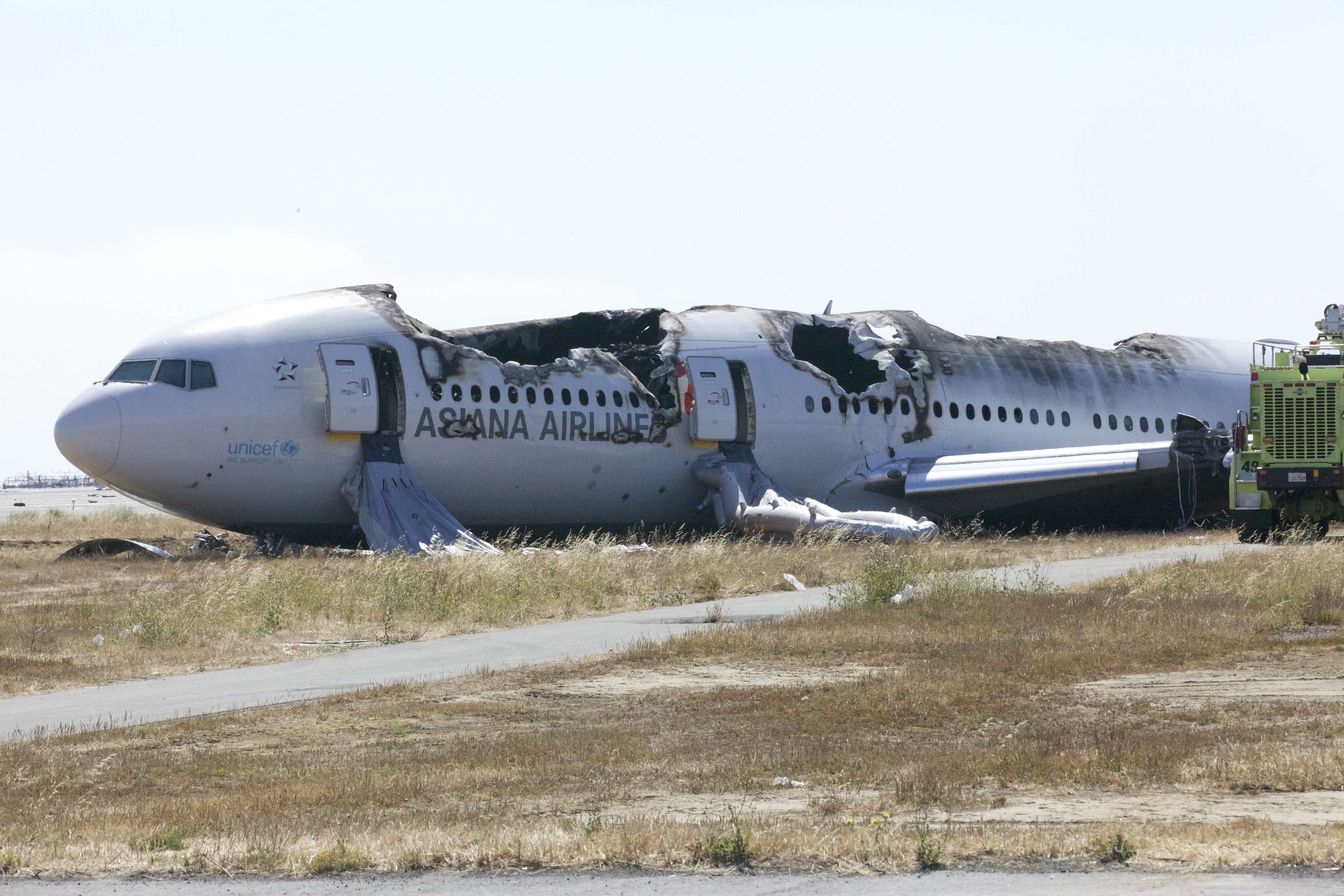
El avión en el Aeropuerto Internacional de San Francisco, un día después del accidente.

El Boeing 777-200ER, matrícula HL7742, era impulsado por dos motores Pratt and Whitney PW4090. Fue entregado a Asiana Airlines el 7 de marzo de 2006 y al momento del accidente había acumulado 37,120 horas de vuelo y 5,388 ciclos de despegue y aterrizaje.: 20 
El Boeing 777 tiene una buena reputación por su seguridad. 
Este fue su primer accidente con consecuencias fatales, el segundo accidente (después del Vuelo 38 de British Airways), y la tercera pérdida total desde que el 777 comenzó a operar comercialmente en 1995.

## Accidente
Pasadas las 11:30 a. m. (hora del Pacífico) del 6 de julio de 2013, se informó que el vuelo 214 de Asiana Airlines se había estrellado al intentar realizar su aterrizaje en una de las pistas del Aeropuerto Internacional de San Francisco. Según la investigación preliminar, el avión habría aterrizado antes del umbral de la pista, haciendo que la cola de la aeronave se estrellara contra el suelo y causase una explosión.
El humo del incendio pudo divisarse desde varios kilómetros. En la terminal aérea varios de las personas tomaron sus cámaras y empezaron a grabar la nube de humo que salía del avión. También se pudo apreciar cómo los pasajeros empezaban a escapar del avión en llamas y salían del avión en los toboganes inflables de emergencia.
A bordo viajaban 141 pasajeros de nacionalidad china, 77 surcoreanos, 61 estadounidenses, tres indios y un vietnamita, según datos de Asiana.
Inicialmente se había informado que el avión había salido de Taipéi en la República de China pero la información fue corregida posteriormente por un portavoz del aeropuerto.

## Víctimas
Un usuario de Twitter posteó en su cuenta una fotografía del momento en que evacuaban el avión y declaró que al parecer todos se encontraban bien. Sin embargo, horas después empezaron a contabilizarse personas heridas que fueron trasladadas a hospitales locales
El último parte médico afirmó que 181 personas habían sido enviadas a centros médicos, de los cuales 49 estaban en estado crítico y dos habían fallecido.
Tres estudiantes universitarias de nacionalidad china murieron debido al accidente, una de ellas murió en el accidente aéreo, otra falleció días más tarde en un hospital.El 19 de julio de 2013, la oficina forense del condado de San Mateo determinó que Ye Mengyuan, unas de las fallecidas en el lugar, todavía estaba viva cuando fue atropellada por un camión de bomberos, muriendo por un traumatismo contundente. 